# Katharina Schützenhöfer
Katharina Schützenhöfer (Oberwart, 22 de septiembre de 1993) es una deportista austríaca que compite en voleibol, en la modalidad de playa. Ganó una medalla de plata en los Juegos Europeos de Bakú 2015, en el torneo femenino.

## Palmarés internacional
| Juegos Europeos | Juegos Europeos   | Juegos Europeos  | Juegos Europeos          |
| Año             | Lugar             | Medalla          | Pareja                   |
| --------------- | ----------------- | ---------------- | ------------------------ |
| 2015            | Bakú (Azerbaiyán) | Medalla de plata | Lena-Maria Plesiutschnig |